# 陽香
陽香（きよか）は日本の漫画家。岐阜出身。女性。

## 作品一覧

### 単行本
- HONEY LIFE♥（双葉社、メンズヤング）全2巻
- LOVE BODY！（松文館）1巻、2巻、
- CLIP（リイド社）短編集
- 燕ヶ浜トライアングル（双葉社、メンズヤング）
- 朋LINK！（双葉社、コミックハイ）
- 恋祭（双葉社、メンズヤング）
- 恋花（双葉社、メンズヤング）短編集
- 桃色ライン（平和出版、恋愛宣言ピンキッシュ）短編集
- Gangsterヒリヒリさせて★（双葉社、メンズヤング）
- ビジネスマナー劣伝 おとる君（PHP出版、R25式モバイル）ビジネス書（原作：Haclomedia）
- めろめろ快感ヴォイス（双葉社、アクションコミックス）短編集
- こちらがむしゅー探偵事務所（角川書店、コミックチャージ）全3巻
- ジュテーム Je t'aime～わたしはけもの（角川書店、コミックチャージ）（原作：鎌田敏夫）
- S彼×禁断〜桜愛戯〜（大都社）1巻〜
- 花〜淫華調教師〜（大都社）全3巻
- 天才・海くんのこじらせ恋愛事情（双葉社、毒りんごcomic）1巻
- ドジッ子桜沢遙は、このあと死ぬ（2020年1月、双葉社、毒りんごcomic）1巻

### アンソロジー
- MOTHER2 4コマ逆襲本（アスキー出版局、スタジオDNA）ゲームパロ4コマ
- 火の玉ゲームコミックvol.1〜3（光文社）ゲームパロ4コマ
- マル勝(カツ)ゲーム4コマシアター マル勝スーパーファミコン編（角川書店）ゲームパロ4コマ

- 恋愛遺伝子シンドローム（日本文芸社、ニチブンコミックス）※艶々、さかきなおもと、月島綾、神田ゆう、仲居ゆかりによるオムニバス作品。
- Seven Love（双葉社、COMIC魔法のiらんど）漫画「あたしとあなたとミルクティー」（原作：Maya。）
- ギャップ男子（ジュールコミックス、KoiYui 恋結）漫画「つぼみ未満」